# 오렌지색잎코박쥐
오렌지색잎코박쥐(Rhinonicteris aurantia)는 잎코박쥐과에 속하는 박쥐의 일종이다. 오렌지색잎코박쥐속(Rhinonicteris)의 유일종이다. 오스트레일리아의 토착종이다.

## 특징
작은 박쥐로 몸통 길이는 43~53mm이고 전완장은 45~50mm, 꼬리 길이는 24~28mm이다. 귀 길이는 12~13.6mm이고 몸무게는 최대 11g이다. 두개골 모양은 잎코박쥐속 박쥐와 유사하다. 털은 짧고 섬세하며 윤이 난다. 일반적인 털 색은 황금빛 오렌지색이지만 일부 개체는 완전히 갈색빛 노랑을 띤다. 주둥이는 끝이 뭉툭하다.

## 생태
사용하지 않는 탄광이나 동굴에서 20마리부터 최대 2만 마리까지 무리를 지어 은신하고 유령박쥐와 함께 지내기도 한다. 건기에는 보통 동굴에서 지내지만 우기에는 건물과 나무 구멍 속같은 동굴 이외의 장소에서 생활한다. 무기력 상태로 체온을 낮출 수는 없지만 온도 20 ° C 이하 환경에 노출되면 무기력해진다. 일반적으로 해가 진 후 30분에서 1시간 30분 사이에 사냥을 시작한다. 초원과 길가를 포함한 앞이 트인 환경에서 식물 약 1~3m 위를 비행하는 곤충 주로 나방과 흰개미를 먹는다. 암컷은 10월과 4월 사이 우기 동안 한 번에 한 마리의 새끼를 낳는다. 하지만 새끼를 낳는 장소는 알려져 있지 않다. 암컷은 생후 약 7개월이 지나면 성적으로 성숙해지는 반면에 수컷은 16개월이 지나야 한다. 기대 수명은 약 10년이다.

## 분포 및 서식지
오스트레일리아 웨스턴오스트레일리아주 북부와 북서부, 노던준주 북부 배서스트섬, 퀸즐랜드주 북서부 지역에 널리 분포한다. 습윤 동굴과 개활지 숲에서 서식한다.